# Marijo Strahonja
Marijo Strahonja (Zagreb, 21 augustus 1975) is een Kroatisch voormalig voetbalscheidsrechter. Hij was in dienst van FIFA en UEFA tussen 2004 en 2015. Ook leidde hij tot 2016 wedstrijden in de 1. HNL.
Op 15 juli 2004 floot Strahonja zijn eerste wedstrijd in de UEFA Europa League. Levadia Tallinn en Bohemians troffen elkaar in de eerste ronde (0–0). In dit duel deelde de Kroatische leidsman driemaal een gele kaart uit. Zijn eerste wedstrijd in de UEFA Champions League volgde op 21 juli 2010, toen in de tweede ronde Sparta Praag met 2–0 gelijkspeelde van Liepājas Metalurgs. Na deze uitslag ging de thuisploeg door naar de volgende ronde na het eerste resultaat van 3–0. Strahonja gaf in dit duel vijf keer een gele kaart aan een speler.
Strahonja was tevens actief in het kwalificatietoernooi voor het WK 2014. Ook was hij als scheidsrechter aanwezig tijdens het EK –21 in 2011.

## Interlands
| Datum             | Plaats                      | Wedstrijd               | Uitslag | Competitie           | Kreeg geel | Kreeg voor de tweede keer geel en dus rood | Weggestuurd |
| ----------------- | --------------------------- | ----------------------- | ------- | -------------------- | ---------- | ------------------------------------------ | ----------- |
| 9 februari 2005   | Celje, Slovenië             | Slovenië – Tsjechië     | 0 – 3   | Vriendschappelijk    | 0          | 0                                          | 0           |
| 10 september 2008 | Tórshavn, Faeröer           | Faeröer – Roemenië      | 0 – 1   | WK 2010 kwalificatie | 4          | 0                                          | 1           |
| 25 mei 2010       | Podgorica, Montenegro       | Montenegro – Albanië    | 0 – 1   | Vriendschappelijk    | 6          | 0                                          | 0           |
| 7 september 2010  | Wals-Siezenheim, Oostenrijk | Oostenrijk – Kazachstan | 2 – 0   | EK 2012 kwalificatie | 5          | 0                                          | 0           |
| 10 augustus 2011  | Celje, Slovenië             | Slovenië – België       | 0 – 0   | Vriendschappelijk    | 2          | 0                                          | 0           |
| 7 oktober 2011    | Nicosia, Cyprus             | Cyprus – Denemarken     | 1 – 4   | EK 2012 kwalificatie | 5          | 0                                          | 0           |
| 12 oktober 2012   | Jerevan, Armenië            | Armenië – Italië        | 1 – 3   | WK 2014 kwalificatie | 7          | 0                                          | 0           |
| 14 november 2012  | Boedapest, Hongarije        | Hongarije – Noorwegen   | 0 – 2   | Vriendschappelijk    | 3          | 0                                          | 0           |
| 6 februari 2013   | Guimarães, Portugal         | Portugal – Ecuador      | 2 – 3   | Vriendschappelijk    | 7          | 0                                          | 0           |
| 26 maart 2013     | Dublin, Ierland             | Ierland – Oostenrijk    | 2 – 2   | WK 2014 kwalificatie | 5          | 0                                          | 0           |
| 15 oktober 2013   | Boekarest, Roemenië         | Roemenië – Estland      | 2 – 0   | WK 2014 kwalificatie | 5          | 0                                          | 0           |
| 12 oktober 2014   | Tallinn, Estland            | Estland – Engeland      | 0 – 1   | EK 2016 kwalificatie | 4          | 1                                          | 0           |
| 5 juni 2015       | Saint-Denis, Frankrijk      | Frankrijk – België      | 3 – 4   | Vriendschappelijk    | 1          | 0                                          | 0           |
| 4 september 2015  | Loulé, Portugal             | Gibraltar – Ierland     | 0 – 4   | EK 2016 kwalificatie | 3          | 0                                          | 0           |